# Goldmanite
La goldmanite (simbolo IMA: Glm) è un minerale e un raro nesosilicato appartenente al supergruppo del granato e al gruppo del granato con la composizione chimica Ca3V3+2Si3O12.

## Etimologia e storia
Il basso contenuto di vanadio nei granati di calcio è noto fin dall'inizio del XX secolo, e già nel 1917 Doelter diede la composizione chimica della goldmanite come Ca3V3+2Si3O12 nel suo Manuale di Chimica dei Minerale.
I primi granati la cui composizione è dominata da questo anello terminale furono trovati nel 1962 da Robert H. Moench nel deposito di uranio-vanadio che si sono formati metamorficamente a contatto nell'area della miniera di sabbia a Laguna (Nuovo Messico) e descritti nel 1964 da Moench e Meyrowitz dell'United States Geological Survey come un nuovo minerale del gruppo del granato. Scelsero il nome goldmanite in onore del sedimentologo di lunga data dell'United States Geological Survey, Marcus I. Goldman. Studiò l'area del deposito di uranio nei primi anni '40 e descrisse l'arenaria di Entrada in cui fu scoperto il granato di vanadio.
Nell'anno successivo alla prima descrizione della goldmanite, B.V. Mill dell'Unione Sovietica, R.G.J. Strens dell'Università della California a Berkeley (Stati Uniti) e Jun Ito dell'Università di Tokyo (in Giappone) riuscirono a sintetizzare la goldmanite pura.
Le grossularie contenenti vanadio provenienti dall'Africa orientale divennero noti negli anni '70 quando furono commercializzati come rare pietre preziose da Tiffany & Co. a New York con il nome di tsavorite.

## Classificazione
La classificazione strutturale dell'Associazione Mineralogica Internazionale (IMA) classifica la goldmanite come un membro del supergruppo del granato, dove è classificata insieme ad almandino, andradite, calderite, eringaite, grossularia, knorringite, majorite, menzerite-(Y), momoiite, morimotoite, piropo, rubinite, spessartina e uvarovite e con le quali forma il "gruppo del granato" con 12 cariche positive sulla posizione reticolare coordinata tetraedrica.
Nell'obsoleta 8ª edizione della sistematica minerale secondo Strunz, la goldmanite apparteneva alla classe minerale dei "silicati" e quindi alla sottoclasse "nesosilicati", dove si trova insieme a kimzeyite nel gruppo "granati Ti, Zr e V" con il numero di sistema VIII/A.06d.
Nella Sistematica dei lapis (Lapis-Systematik) di Stefan Weiß, che è stata rivista l'ultima volta nel 2018 e si basa formalmente sulla vecchia edizione di Strunz, al minerale è stato assegnato il sistema e il minerale numero VIII/A.08-140. Ciò corrisponde anche alla divisione "nesosilicati con gruppi [SiO4]", dove la goldmanite insieme ad almandino, andradite, calderite, eltyubyuite, eringaite, grossularia, henritermierite, holtstamite, hutcheonite, irinarassite, jeffbenite, katoite, kerimasite, kimzeyite, knorringite, majorite, menzerite-(Y), momoiite, morimotoite, piropo, schorlomite, spessartina, toturite, uvarovite e wadalite forma il "gruppo granato" con il numero di sistema VIII/A.08.
La nona edizione della sistematica minerale di Strunz, che è stata aggiornata l'ultima volta dall'Associazione Mineralogica Internazionale (IMA) nel 2009 e continuata dal database "mindat.org", classifica la goldmanite nella classe estesa "9. Silicati (germanati)" e da lì nella sottoclasse "9.A Nesosilicati"; questa è ulteriormente suddivisa in base alla possibile presenza di anioni aggiuntivi e alla struttura cristallina. In base alla sua composizione e struttura, il minerale è classificato nella suddivisione "9.AD Nesosilicati senza anioni aggiuntivi; cationi in coordinazione [6] e/o maggiore", dove forma il "gruppo del granato" con il numero di sistema 9.AD.25 insieme a bitikleite, dzhuluite, usturite, elbrusite, eltyubyuite, eringaite, grossularia, holtstamite, irinarassite, katoite, kimzeyite, knorringite, majorite, menzerite-(Y), morimotoite, spessartina, uvarovite, wadalite, almandino, andradite, calderite, piropo, schorlomite, toturite, hibschite e henritermierite.
Nella classificazione dei minerali secondo Dana, che viene utilizzata principalmente nel mondo anglosassone, la goldmanite ha il sistema e il minerale numero 51.04.03b.04. Questo corrisponde anche alla classe dei "silicati" e lì alla sottoclasse "minerali nesosilicati"; qui la si può trovare all'interno della suddivisione "nesosilicati: gruppi SiO4 solo con cationi in coordinazione [6] e >[6]" nel "gruppo del granato (serie dell'ugrandite)", in cui sono classificati anche andradite, grossularia e uvarovite.

## Chimica
La goldmanite con composizione [X]Ca3 [Y]V3+ [Z]Si3O12 è l'analogo del vanadio della grossularia ([X]Ca3 [Y]Al [Z]Si3O12) e dell'andradite ([X]Ca3 [Y]Fe3+ [Z]Si3O12) con cui forma cristalli misti in base alle reazioni di scambio:
- {\displaystyle {\ce {^{[Y]}V^{3+}=\,^{[Y]}Al^{3+}\,\,\,\,\,}}} (grossularia)
- {\displaystyle {\ce {^{[Y]}V^{3+}=\,^{[Y]}Fe^{3+}\,\,\,\,\,}}} (andradite).

Cristalli misti di goldmanite-momoiite sono stati trovati in depositi metamorfici di manganese in Giappone. In questi cristalli misti, il manganese viene prodotto tramite la reazione di scambio:
- {\displaystyle {\ce {^{[X]}Ca^{2+}=\, ^{[X]}Mn^{2+}}}}

incorporato in goldmanite.
Per la goldmanite della località tipo è data la seguente composizione empirica:
- {\displaystyle \mathrm {^{[X]}(Ca_{2,91}Mn_{0,02}Mg_{0,08})^{[Y]}(V_{1,20}^{3+}Al_{0,47}Fe_{0,33}^{3+})^{[Z]}Si_{2,99}O_{12}} }

dove {\displaystyle {\ce {[X], [Y]}}} e {\displaystyle {\ce {[Z]}}} indicano le posizioni nella struttura del granato.
In molte goldmaniti, parte del vanadio è sostituito dal cromo (Cr3+), corrispondente a una formazione cristallina mista con uvarovite. La proporzione del componente uvarovite nei cristalli misti di goldmanite raramente supera il 25 mol-%.
In quasi tutti gli studi sulla goldmanite, si presumeva che il vanadio fosse completamente presente come vanadio trivalente. Lo studio dello stato di ossidazione del vanadio in una goldmanite naturale utilizzando la spettroscopia XANES ha prodotto una valenza media di 2,56 - 2,62. In base a ciò, nella goldmanite, che di solito si forma in condizioni riducenti in presenza di carbonio, il 10-40% del vanadio è bivalente (V2+).

## Abito cristallino
La goldmanite cristallizza nel cubico nel gruppo spaziale Ia3d (gruppo nº 230) con 8 unità di formula per cella unitaria. Il cristallo misto naturale della località tipo ha il parametro reticolare a = 12,011 Å. Per la goldmanite sintetica, sono stati misurati a = 12,09 Å, a = 12,070 Å e 12,06 Å.
La goldmanite naturale, come quella sintetica, è spesso otticamente birifrangente, il che indica una simmetria inferiore. Uher e colleghi riportano la simmetria triclina nel gruppo spaziale I1 per la goldmanite anisotropa suddivisa in zone (gruppo spaziale nº 2, posizione 4) a. Tuttavia, i parametri del reticolo triclino a = 12,003 Å, b = 11,991 Å, c = 12,009 Å, α = 90,12°, β = 90,04°, γ = 90,04° si discostano solo leggermente dalla simmetria cubica ideale. Essi affermano che la causa della riduzione della simmetria è l'ordine dei cationi sulle 8 diverse posizioni dell'ottaedro della struttura triclina.
La struttura è quella del granato. Il magnesio (Ca2+) occupa le posizioni {\displaystyle {\ce {X}}}, che sono dodecaedriche circondate da 8 ioni ossigeno, il vanadio (V3+) occupa la posizione {\displaystyle {\ce {Y}}}, che è ottaedrica circondata da 6 ioni ossigeno, e la posizione {\displaystyle {\ce {Z}}}, che è tetraedrica circondata da 4 ioni ossigeno, è occupata esclusivamente dal silicio (Si4+).

## Origine e giacitura
I granati ricchi di goldmanite si formano durante il metamorfismo di contatto di sedimenti contenenti vanadio e calcio. La località tipo è la miniera sabbiosa vicino a Laguna nella contea di Cibola, Nuovo Messico (Stati Uniti).
In condizioni di scarsità di ossigeno, alcuni metalli pesanti, ad esempio uranio, vanadio, rame, zinco, formano complessi con il carbonio. Ciò può portare a un forte accumulo di questi metalli nei sedimenti ricchi di carbonio che si formano in queste condizioni, come gli scisti neri. Se tali sedimenti contenenti carbonato vengono riscaldati, ad esempio per metamorfismo di contatto, la goldmanite si forma a ~500° C.
Ci sono solo pochi siti documentati di goldmanite in tutto il mondo.
In Italia il minerale è stato rinvenuto solo a Ne, in Liguria.
Nella località tipo, la miniera sabbiosa vicino a Laguna nel Nuovo Messico, la goldmanite si trova in sottili strati di arenarie scure che sono state attraversate da diabasi e sono state metamorficamente alterate da esse. I minerali di accompagnamento sono il quarzo con mica contenente vanadio (presumibilmente roscoelite), la montmorillonite e la calcite come fasi cementizie.
La goldmanite più pura (96, mol-%) è stata recuperata da un'arenaria proveniente da un carotaggio da una profondità di 1902 m nel corso della prospezione petrolifera nel Mare del Nord. Questo minuscolo granello di goldmanite è di origine detritica, cioè non è cresciuto nell'arenaria e non si sa nulla sulle sue condizioni di formazione.
La goldmanite pura, con un massimo del 91 mol%, è stata trovata negli scisti neri metamorficamente sovrastampati dell'area di Deokpyeong nella cintura di Ogcheon in Corea del Sud. I cluster arrotondati, grandi fino a 1,7 mm, sono verdi e leggermente birifrangenti. Si trovano in una matrice di grafite, clinocloro, pirite, tremolite, celsiana e quarzo insieme a piccole quantità di barite, uranocircite, uraninite, flogopite, apatite, titanite e talco.
Nel complesso cristallino di Pezinok-Pernek vicino a Pezinok nel distretto di Pezinok nella regione di Bratislava, in Slovacchia, la goldmanite si trova anche negli scisti neri metamorfici. La massa di fondo a grana molto fine dello scisto nero è costituita da albite, quarzo, anfibolo, flogopite, muscovite, clorite, pumpellyite, titanite, pirite e carbonio organico. Contiene granati di colore verde chiaro di dimensioni fino a 5 mm con composizioni tra goldmanite, uvarovite e grossularia. Il contenuto di goldmanite varia dal 16% al 73%.

## Forma in cui si presenta in natura
La goldmanite forma cristalli rombodecaedrici o tondeggianti da verdi a verde brunastri con lucentezza vitrea, che raramente crescono più grandi di 1-2 mm. I cristalli sono spesso debolmente birifrangenti e possono mostrare una zonazione settoriale.